# Свердлово (Дагестан)
Свердлово (кутан колхоза им. Свердлова) — кутан Рутульского района Дагестана. Подчиняется Муслахскому сельскому поселению.

## Географическое положение
Расположен на территории Бабаюртовского района, в 27 км к юго-востоку от села Бабаюрт.

## История
Образован на месте хутора Ищенко, как кутан на землях отгонного животноводства колхоза имени Свердлова села Муслах.
По данным на 1914 г. хутор Ищенко состоял из 1 двора, во владении хутора находилось 400 десятин земли, в том числе 360 — удобной. В административном отношении подчинялся Кази-Юртовскому сельскому правлению Хасав-Юртовскому округа Терской области.

## Население
В 1914 г. на хуторе проживало 12 человек (7 мужчин и 5 женщин), 100 % населения — русские.